# Giornata internazionale per l'eliminazione totale delle armi nucleari
La Giornata internazionale per l’eliminazione totale delle armi nucleari (in inglese International Day for the Total Elimination of Nuclear Weapons) è un evento internazionale annualmente celebrato il 26 settembre. Inaugurata nell'ottobre 2014 con la Risoluzione 68/32 dell’Assemblea Generale delle Nazioni Unite, si tratta di una giornata di eventi che vengono organizzati con il sostegno di una varietà di individui e di gruppi in Australia, Giappone, Caraibi, Nord America, Asia, Europa, Africa, e dell'ONU (Organizzazione delle Nazioni Unite).
Durante la prima giornata è stato distribuito dalla Unfold Zero, piattaforma delle Nazioni Unite, un video istruttivo ed esplicativo, ponendo alla popolazione globale due quesiti: a) Quante armi nucleari pensate che vi siano nel mondo?; b) Quante invece ce ne dovrebbero stare?

## Storia
L'Assemblea Generale delle Nazioni Unite ha dichiarato la Giornata internazionale nel dicembre 2013, nella risoluzione A/RES/68/32, a seguito della riunione ad alto livello dell'Assemblea generale sul disarmo nucleare, tenutasi il 26 settembre 2013.